# Gotagodi, Shiggaon
Gotagodi là một làng thuộc tehsil Shiggaon, huyện Haveri, bang Karnataka, Ấn Độ.